# Тернавська волость (Ольгопільський повіт)
Тернавська волость — історична адміністративно-територіальна одиниця Ольгопільського повіту Подільської губернії.

Найбільше поселення волості станом на 1885 рік:
- містечко Тернавка